# Bibliothèque McLennan
La bibliothèque McLennan, ou pavillon McLennan de la Bibliothèque de l'Université McGill à Montréal, Québec, est située à l'angle nord-est de la rue Sherbrooke et de la rue McTavish. Le pavillon, ainsi que le Pavillon Redpath de la Bibliothèque, abritent actuellement la Bibliothèque des sciences humaines et sociales (BSHS), la plus grande succursale de la Bibliothèque de l'Université McGill. Le bâtiment de la bibliothèque a été nommé en l'honneur d'Isabella McLennan, qui fit un don important à cette université pour l’acquisition de livres. La bibliothèque contient l'unité des livres Rares et des Collections Spéciales.

## Historique
Le Pavillon McLennan de la Bibliothèque se trouve sur le site de l'ancien manoir de Jesse Joseph, un homme d'affaires montréalais éminent, philanthrope et membre de la communauté juive de Montréal, décédé en 1904. Autrefois quartier général du Corps-écoles des Officiers canadiens pendant la Première Guerre mondiale et après la maison du Musée McCord, le manoir a été démoli en 1955,.
La structure actuelle de sept étages en béton armé a été construite entre 1967 et 1969 et conçue par la firme Dobush, Stewart et Bourke, qui a également conçu les bâtiments des sciences biologiques Stewart de McGill et de physique Ernest Rutherford, et a travaillé à la conception de la station de métro Cadillac de la ville de Montréal. L'entrée principale du Pavillon McLennan de la Bibliothèque se trouve maintenant à l'extrémité sud de la terrasse en béton, car l'entrée du Pavillon Redpath de la Bibliothèque a été fermée après la fin des rénovations de la terrasse en janvier 2014, faute de financement par l'administration de McGill. Le sixième étage abrite les Archives de l'Université McGill et le quatrième étage est consacré aux livres rares et aux collections spéciales.